# Johannes Vilhelm Jensen
Johannes Vilhelm Jensen (n. 20 ianuarie 1873 – d. 25 noiembrie 1950) a fost prozator, poet și eseist danez, laureat al Premiului Nobel pentru Literatură în 1944.
A fost unul dintre creatorii literaturii daneze moderne.
A scris povestiri remarcabile prin acuitatea percepției și expresivitatea stilului.
A formulat o teorie, ce s-a dovedit contestabilă, a superiorității așa-zisei rase gotice și aceasta pornind de la evoluționismul darwinist.

## Motivația Juriului Nobel
"...pentru neobișnuita forță și fecunditate a imaginației sale poetice care este îmbinată cu o curiozitate intelectuală de largă cuprindere și cu un stil curajos și proaspăt".

## Date biografice
Johannes V. Jensen s-a născut în 1873 la Farsø în Himmerland (Iutlanda) în familia unui medic veterinar. Studiază mai întâi medicina, dar o abandonează curând pentru a se consacra literaturii. În primele sale romane (exemplu Einar Elkar) descrie atmosfera bolnăvicioasă ce domnea în Danemarca - dar și în Europa - sfârșitului de veac. Propria lui sănătate morală, influențată și de frecventarea operei unor Whitman și Kipling, îl ridică însă deasupra acestui climat în nuvelele care vor alcătui ciclurile succesive de Povestiri din Himmerland, în care celebrează natura și locuitorii regiunii natale.
După lungi peregrinări, mai întâi prin Statele Unite în calitate de corespondent de presă (1896) și Franța (1899), publică Renașterea gotică, în care atribuie raselor "gotice", adică anglo-saxone și germanice, meritul oricărui progres material și tehnic al omenirii.
Între 1902 și 1903 face o călătorie în jurul lumii iar în 1913 un lung popas în Extremul Orient și, din nou, în Statele Unite. Opera sa de căpetenie, marele ciclu romanesc cuprins sub titlul global Lunga călătorie, este de fapt o istorie a umanității, începând din epoca glaciară până la descoperirea Lumii Noi de către Columb și vremurile progresului tehnic american. Reia aici teoriile rasiale și evoluționiste (expuse dealtfel și în diverse eseuri, ca Estetica și evoluția, Evoluția și morală), exaltând cuceririle pe care le-a făcut umanitatea, nu datorită culturii, ci în pofida ei, și devenind, cum îl va caracteriza  critica, "unul dintre profeții industrialismului". Mai scrie apoi și alte romane (printre care Gudrun), care apar concomitent cu publicarea, în continuare, a povestirilor și legendelor din Himmerland.
Adversar fățiș al creștinismului, Johannes Jensen ar fi vrut să reînvie serbările epocii păgâne, volumul său Anotimpuri cuprinzând și câteva cânturi menite să substituie cânticele bisericești. Printre operele sale cele mai originale se numără micile eseuri în proză reunite sub titlul Mituri, din care nouă culegeri se succed între anii 1907 și 1940.
După ce, între 1940 și 1943, în anii întunecoși ai războiului, Premiul Nobel pentru literatură nu se atribuie, primul care va fi distins cu această supremă recunoaștere internațională odată cu ivirea zorilor pacifici, în 1944, este Johannes Jensen. Moare în 1950.

## Opera
- Einar Elkar (1898)
- Himmerlands-historier (Povestiri din Himmerland) (1898 - 1910)
- Den gotiske renaissance (Renașterea gotică) (1901)
- Digte (Poezii) (1906)
- Den nye verden (Lumea nouă) (1907)
- Den lange rejse (Lunga călătorie) (1908 - 1922)
- Myter (Mituri) (1907 - 1940)
- Aarstiderne (Anotimpuri) (1923)
- Gudrun (1936)